# النوبة (تعز)
النوبة هي إحدى قرى الجمهورية اليمنية. تتبع جغرافيا لمحافظة تعز وإداريًا لمديرية حيفان. يبلغ تعداد سكانها 1192 نسمة حسب الإحصاء الذي أجري عام 2004.